# Contea di Guzhang
La contea di Guzhang (古丈县S, Gǔzhàng XiànP) è una contea della Cina, situata nella provincia di Hunan e amministrata dalla prefettura autonoma tujia e miao di Xiangxi.